# Taharana stipulata
Taharana stipulata är en insektsart som beskrevs av Nielson 1982. Taharana stipulata ingår i släktet Taharana och familjen dvärgstritar. Inga underarter finns listade i Catalogue of Life.